# Col·lecció Schøyen
La col·lecció Schøyen és una de les col·leccions privades de manuscrits més grans del món, situada majoritàriament a Oslo i Londres. Formada al segle XX pel pare de l'actual propietari Martin Schøyen, comprèn manuscrits de procedència global, que abasten 5.000 anys d'història. Conté més de 13.000 objectes manuscrits. El més antic té uns 5.300 anys. Hi ha manuscrits de 134 territoris diferents, que representen 120 idiomes i 185 escriptures.
La Col·lecció adquireix i conserva diversos manuscrits d'arreu del món, independentment de la geografia, la cultura, la llengua, la raça i l'origen religiós. Declara que el seu interès és "avançar en l'estudi de la cultura i la civilització humanes" al llarg de molts mil·lennis. Algunes de les seves adquisicions recents s'han obtingut de les regions afectades per la guerra civil de l'Orient Mitjà i l'Afganistan, on senyors de la guerra i contrabandistes han destruït llocs antics per trobar un comprador per a fragments i artefactes de manuscrits antics.

## Adquisicions problemàtiques
Alguns articles de la col·lecció Schøyen poden haver estat adquirits a través de transaccions al mercat negre que fomenten una destrucció descarada de llocs antics, l'abús il·legal de llocs patrimonials i el finançament de terroristes o caps militars. L'Iraq i l'Afganistan, per exemple, han demanat la devolució de determinats articles adquirits recentment a la col·lecció Schøyen.
La Col·lecció afirma però que "recolza fermament una normativa severa en favor de la protecció cultural" i que fa un esforç actiu pel compliment proactiu de la llei i és un "col·leccionista privat ètic en la preservació del patrimoni de tota la humanitat". També s'ha plantejat aquesta preocupació sobre la procedència de diversos materials cuneïformes de la Col·lecció Schøyen que alguns consideren bé cultural poc net.

### Bols d'encanteri
Es va reclamar que els 654 bols d'encanteri arameus de la Col·lecció pertanyien a l'Iraq, d'on suposadament van ser robats després d'agost de 1990, portats a Jordània, venuts per un comerciant d'art local anomenat Ghassan Rihani i, mitjançant intermediaris, comprats per la Col·lecció. Llavors, la col·lecció Schøyen va proporcionar al University College London els bols per a un estudi acadèmic. Alguns activistes van al·legar l'any 2003 que els objectes havien estat robats de l'Iraq i comercialitzats il·legalment, i que s'havien de retornar a l'Iraq. La Universitat va crear un panell per investigar les reclamacions el 2004, i la Col·lecció Schøyen va demandar la Universitat pels bols. La Col·lecció Schøyen va negar que aquests bols fossin robats o passats de contraban, proporcionant documents oficials emesos pel govern de Jordània com a prova que la font jordana n'era propietària abans de 1965. La Col·lecció va arribar a un acord amb la University College London, qui va pagar una quantitat no revelada en compensació, va suprimir el seu propi informe sobre la procedència dels bols i va tornar els articles a la col·lecció Schøyen.

## Manuscrits notables
La col·lecció Schøyen conserva alguns dels descobriments i manuscrits arqueològics més antics coneguts.

### Món antic
- MS 1717 (segle 31 aC), la Tauleta Kushim, un registre cuneïforme sumeri de producció de cervesa, signat per possiblement el primer exemple d'una persona nomenada per escrit.[11]
- MS 2064 (segle XXI aC), codi de llei d'Ur-Nammu, un text sumeri.[12]
- MS 2781 (2000–1600 aC), un calendari babilònic.[13]
- Segell d'anell de Tutankamon.
- MS 108, un coure amb "El primer alfabet grec", de Xipre, ca. 800 aC, 2 tauletes, 21x13 cm, columna única, (19x10 cm), 20-23 línies en majúscules gregues arcaiques amb algunes formes de lletres semítiques del nord (fenícies) de 2 o més escribes.
- MS 5236, un bloc per a impressió en grec antic del segle VI aC.
- Manuscrits budistes i hindús antics, probablement recuperats de llocs budistes destruïts recentment, com ara Bamiyan a l'Afganistan i altres ruïnes de monestir budista al nord-oest del Pakistan des dels anys noranta.[14][15]
- MS 193 (segle III dC), el còdex Crosby-Schøyen, manuscrit bíblic en llengua copta. Conté: Jonàs, 2 Macabeus, 1 Pere, "Peri Pascha" de Melito i una homilia no identificada.[16] Es creu que és un dels llibres més antics existents.[17]
- MS 2650 (segle IV dC), Codex Schøyen, l'Evangeli de Mateu més antic conegut en dialecte copte.[18]
- Des de 1994, la col·lecció Schøyen ha adquirit 115 fragments dels manuscrits de la mar Morta de 15 rotlles diferents.[19]
- MS 035, Codex Sinaiticus Zosimi Rescriptus, un palimpsest sobre vitela del mont Sinaí.[20]
- MLSC 2, The Descent of Iauar, un amulet de plom mandaic.[21][22]

### Època medieval i moderna
- MS 1 (c. 1300), fragment d'un còdex de sermons francesos, en una enquadernació produïda per Manuale del Navarro, adquirit el 1955
- MS 4457 (1865-1879 dC), Llibre de registre del cap Cheyenne Little Shield que registra la guerra índia del riu Platte el 1865.
- Manuscrits relacionats amb el budisme, l'hinduisme, el jainisme i el sikhisme